# Randenbroek-Schuilenburg
Randenbroek-Schuilenburg is een hoofdwijk in Amersfoort, in de Nederlandse provincie Utrecht. De ligging is ten zuidoosten van de stadskern van Amersfoort.
Deze hoofdwijk is opgebouwd uit de wijken Randenbroek en Schuilenburg.